# Франтішек Тікал
Франтішек Тікал (чеськ. František Tikal; нар. 18 липня 1933, Вчельна, Чеське Будейовіце, Південночеський край, Чехословаччина — пом. 10 серпня 2008, Прага) — чехословацький хокеїст, захисник. 
З 2004 року член зали слави ІІХФ, а з 2010 — зали слави чеського хокею.

## Клубна кар'єра
В чемпіонаті Чехословаччини грав за празькі клуби «Спарта» (1951-1953, 1956-1968) та «Танкіста» (1953-1956). Всього в лізі провів 376 матчів та забив 80 голів. Чемпіон Чехословаччини 1953 року. Майже весь час грав у парі з Карелом Гутом.
В 1968-1971 роках був граючим тренером австрійського клубу «АТСЕ Грац».

## Виступи у збірній
У складі національної збірної був учасником двох Олімпіад (1960, 1964). В Інсбруку здобув бронзову нагороду.
Брав участь у дев'яти чемпіонатах світу та Європи. На світових чемпіонатах виграв дві срібні (1965, 1966) та чотири бронзові (1957, 1959, 1963, 1964) нагороди. На чемпіонатах Європи — чотири срібні (1959, 1960, 1965, 1966) та п'ять бронзових (1957, 1958, 1963, 1964, 1967) нагород. Двічі визнавався найкращим захисником турніру (1964, 1965). В 1965 році був обраний до символічної збірної на чемпіонаті світу. На чемпіонатах світу та Олімпійських іграх провів 59 матчів (17 закинутих шайб), а всього у складі національної збірної — 152 матчі.

## Тренерська діяльність
Окрім «АТСЕ Грац», очолював празькі команди «Славія» (1971-1973), ЧЛТК (1973-1974) та польський «Заглембе» (1974-1976).

## Нагороди та досягнення

### Командні
| Нагороди                 | Команда          | Кіл. | Роки                         |
| ------------------------ | ---------------- | ---- | ---------------------------- |
| Олімпійські ігри         |                  |      |                              |
| Бронза                   | Чехословаччина   | 1    | 1964                         |
| Чемпіонат світу          |                  |      |                              |
| Срібло                   | Чехословаччина   | 2    | 1965, 1966                   |
| Бронза                   | Чехословаччина   | 4    | 1957, 1959, 1963, 1964       |
| Чемпіонат Європи         |                  |      |                              |
| Срібло                   | Чехословаччина   | 4    | 1959, 1960, 1965, 1966       |
| Бронза                   | Чехословаччина   | 5    | 1957, 1958, 1963, 1964, 1967 |
| Чемпіонат Чехословаччини |                  |      |                              |
| Золото                   | «Спарта» (Прага) | 1    | 1953                         |

### Особисті
| Нагороди                            | Кіл. | Роки       |
| ----------------------------------- | ---- | ---------- |
| Найкращий захисник чемпіонату світу | 2    | 1964, 1965 |
| Символічна збірна чемпіонату світу  | 1    | 1965       |
| Член зали слави ІІХФ                | -    | 2004       |